# Харловське
Ха́рловське (рос. Харловское) — село у складі Ірбітського міського округу Свердловської області.
Населення — 517 осіб (2010, 602 у 2002).
Національний склад населення станом на 2002 рік: росіяни — 95 %.